# José Manuel Mollá Ayuso
José Manuel Mollá Ayuso (Madrid, 1946) es un militar español, general de división del Ejército de Tierra.

## Biografía
Formado en la Academia General Militar, en 1970 alcanzó el grado de teniente. 
Ha estado destinado en la Casa de Su Majestad el Rey y en el II Tercio de la Legión. Ha ocupado la jefatura de diversas unidades, siendo coronel jefe del Regimiento de Infantería Mecanizada Castilla n.º 16. Como general, fue jefe de la Brigada de Infantería Mecanizada Guzmán el Bueno, unidad con la que participó en la misión de paz de Kosovo, el último comandante de la División Mecanizada Brunete n.º 1 en 2006, sustituyendo al general Fulgencio Coll Bucher, y general jefe del Mando de Fuerzas Pesadas. Ha sido también jefe de la Segunda Subinspección General del Ejército (a cargo de las bases militares del sur de España en Andalucía y la Región de Murcia), comandante militar de Burgos, Cantabria y Córdoba, y miembro del Consejo Superior del Ejército de Tierra. Está en posesión de cinco Cruces al Mérito Militar, así como diversas condecoraciones de distintos países como la de oficial de la Real Orden del Imperio Británico. 
Es también autor de diversos artículos sobre historia militar.